# جائزة أستراليا الكبرى 1984
جائزة أستراليا الكبرى 1984 هو سباق فورمولا 1 أقيم بتاريخ 18 نوفمبر 1984 في ملبورن، فيكتوريا. حلّ البرازيلي روبرتو مورينو أولا بينما جاء الفنلندي كيكي روزبرغ في المركز الثاني وحصل على المركز الثالث الإيطالي أندريا دي سيساريس.